# بلفاست (تنسی)
بلفاست (به انگلیسی: Belfast) یک منطقهٔ مسکونی در ایالات متحده آمریکا است که در شهرستان مارشال، تنسی واقع شده‌است. بلفاست ۲۵۲٫۹۹ متر بالاتر از سطح دریا واقع شده‌است.